# Lieutenant ad interim
Le Lieutenant ad interim est, dans l'ordre de Saint-Jean de Jérusalem, le frère nommé pour remplacer le grand maître après la mort, l'indisponibilité ou l'absence de ce dernier du couvent.

## Historique
Le premier à prendre le titre de lieutenant ad interim est Guillaume Borrel qu'il remplaça lors de la mort au combat de Roger de Moulins à la bataille de La Fontaine du Cresson près de Nazareth le 1er mai 1187. Quand celui-ci est tué à son tour lors de la bataille de Hattin le 4 juillet 1187 c'est alors Hermangard d'Asp qui devient lieutenant ad interim avant de devenir grand maître.
Jean de Ronay fut nommé lieutenant ad interim de l'Ordre et confirmé par l'assemblée générale conventuelle des Hospitaliers en 1245 alors que Guillaume de Chateauneuf est prisonnier des musulmans. Il laissera ses fonctions au retour de Guillaume de Chateauneuf le 11 février 1250.
Jacques de Taxi fut quant à lui nommé lieutenant ad intérim, peut être le 27 juin 1286, dans l'attente de l'arrivée du grand maître en Terre sainte. En effet, Jean de Villiers, lors de la nomination de grand maître, jugea plus urgent de rester en France pour régler les nombreux problèmes de l'Ordre.
Ils étaient tous, grand commandeur de l'Ordre, dignitaires dans la fonction la plus élevée avant d’être lieutenant par intérim.

## Sources
- (en) Judith Bronstein,The Hospitallers and the Holy Land: Financing the Latin East, 1187-1274, 2005, lire en ligne
- Joseph Delaville Le Roulx, Les Hospitaliers en Terre Sainte et à Chypre 1100-1310, Ernest Leroux éditeur, Paris, 1904